# In Guezzam
In Guezzam è un comune dell'Algeria situato nella provincia omonima.